# Petra Felke
Petra Felke (nach Heirat Meier; nach Heirat mit Lars Felke-Lungershausen wieder Felke; * 30. Juli 1959 in Saalfeld/Saale) ist eine ehemalige deutsche Speerwerferin und Olympiasiegerin.

## Sportkarriere

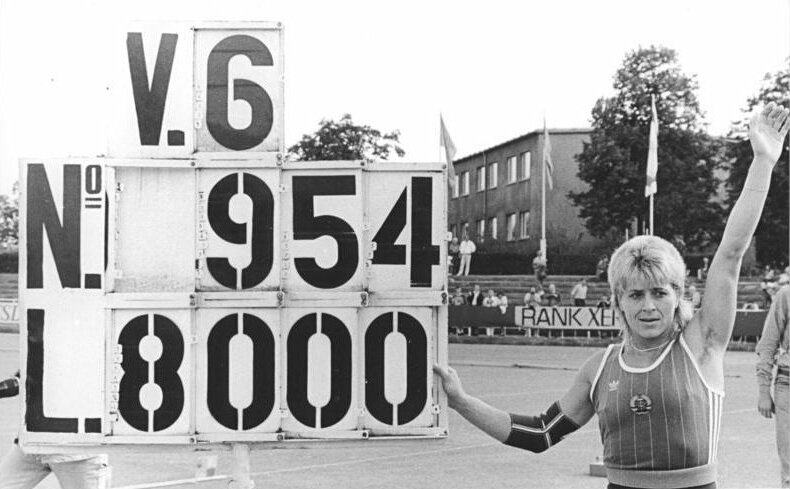
Petra Felke nach ihrem 80-Meter-Weltrekord (1988)

Die Speerwerferin Petra Felke trainierte zusammen mit Ruth Fuchs beim SC Motor Jena. Als sich die sportliche Karriere von Fuchs dem Ende neigte, gehörte Felke zusammen mit Ute Richter und Antje Kempe zu denjenigen Werferinnen, die für die DDR den Anschluss an die Weltklasse wiederherstellten. Ihre erste Platzierung bei den DDR-Leichtathletik-Meisterschaften schaffte sie 1978 mit einem dritten Platz, ebenso 1981. 1982 und 1983 waren es jeweils zweite Plätze und von 1984 bis 1989 war es sechsmal die Goldmedaille in Folge. Am 4. Juni 1985 stellte sie in Schwerin mit 75,26 m einen Weltrekord auf, den sie noch am gleichen Tag auf 75,40 m verbesserte.
Ihr erster großer Erfolg im internationalen Bereich war die mit 72,52 m errungene Silbermedaille bei den Europameisterschaften in Stuttgart hinter der Britin Fatima Whitbread. Ebenfalls Silber gab es für sie im Jahr darauf bei den Weltmeisterschaften in Rom, wo sie sich mit 71,76 m erneut nur Whitbread geschlagen geben musste. Im selben Jahr gelang ihr am 29. Juli in Leipzig mit 78,90 m ein weiterer Weltrekord.
Ihr Speerwurf am 9. September 1988 in Potsdam über 80,00 m war ein Rekord für die Ewigkeit, denn diese Marke wurde bis zur Einführung des neuen Speers 1999 von keiner anderen Frau erreicht. Seitdem ist für Speere eine neue Bauart vorgeschrieben, bei der der Massenschwerpunkt weiter vor den Mittelpunkt des Speeres gelegt wurde, so dass sie deutlich kürzer fliegen.
Kurz danach gewann sie bei den Olympischen Spielen 1988 in Seoul mit 74,68 m die Goldmedaille vor Fatima Whitbread (Silber) und der ebenfalls beim SC Motor Jena trainierenden Deutschen Beate Koch. 1990 gewann sie bei den Europameisterschaften in Split Bronze und 1991, nun für das vereinte Deutschland startend, Silber bei den Weltmeisterschaften in Tokio, wo ihre Weite von 68,68 m nur von der Chinesin Xu Demei übertroffen wurde. Bei den Olympischen Spielen 1992 in Barcelona wurde sie schließlich Siebte.
Petra Felke startete für Lokomotive Saalfeld, SC Motor Jena und TuS Jena. Sie ist 1,72 m groß und wog zu Wettkampfzeiten 64 kg. In den nach der deutschen Wiedervereinigung öffentlich gewordenen Unterlagen zum Staatsdoping in der DDR fand sich bei den gedopten Sportlerinnen auch der Name von Felke.

## Auszeichnungen (Auswahl)
- 1984 und 1988: Vaterländischer Verdienstorden in Gold